# Masafumi Miyamoto
Masafumi Miyamoto (宮本 雅史, Miyamoto Masafumi, 1957) é um desenvolvedor de jogos eletrônicos e empresário japonês do ramo da informática. Foi o fundador da Square.Co.,Ltd. em 1983 e presidente da mesma até 1992, quando saiu da companhia para procurar outros ramos de negócios, sendo substituído por Tetsuo Mizuno. Quando do seu afastamento, Miyamoto ainda era proprietário de 50% da companhia.
Em 2002, ainda acionista, Miyamoto foi um dos articuladores do processo de fusão da Square com a Enix, que ele considerava essencial para a solidificação dos interesses da Square. Quando a fusão foi concluída, 81 ações da Square resultaram em uma única ação da Enix.